# Johann Anton Tischbein

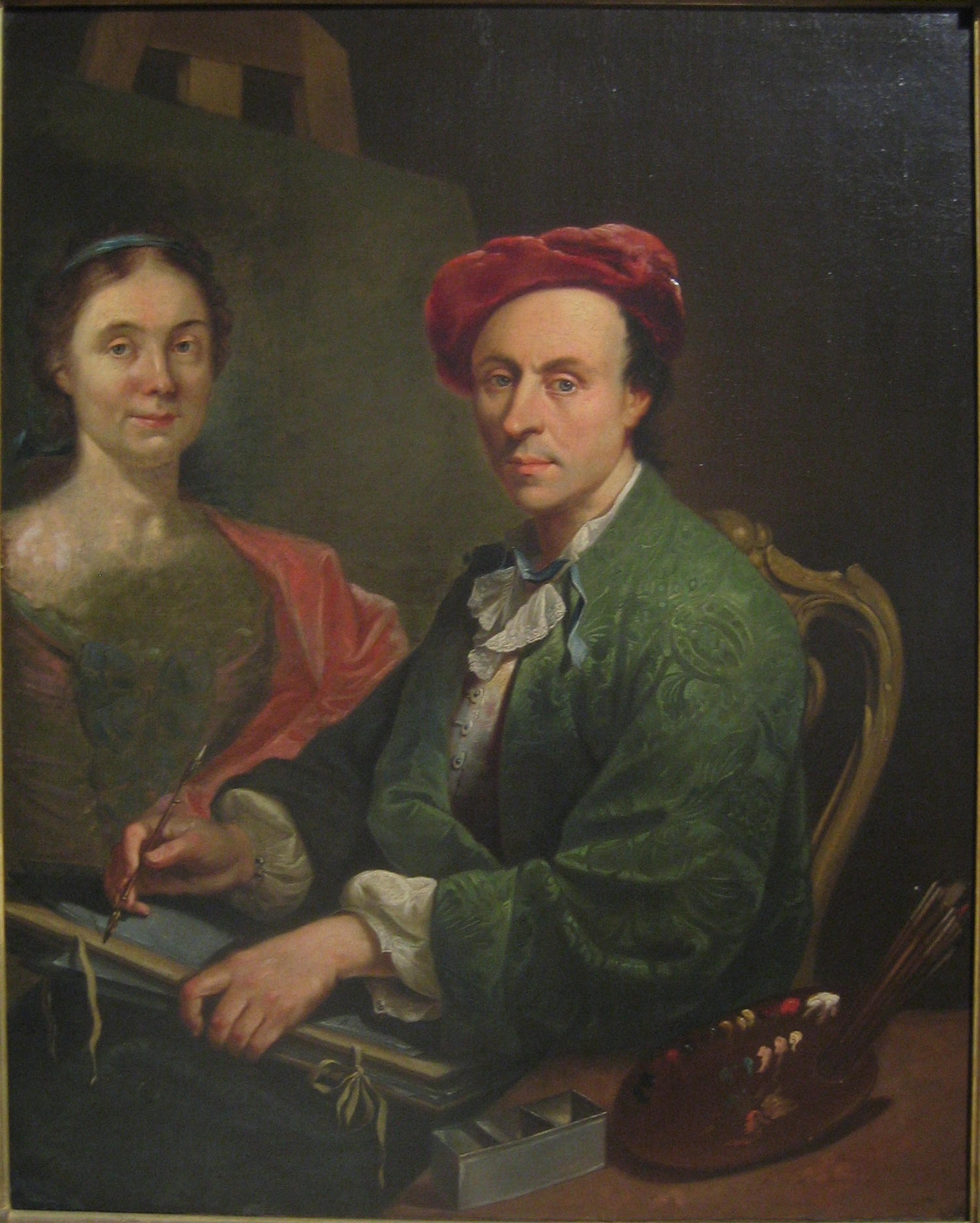
Selbstbildnis vor Staffelei, um 1760, Neue Galerie Kassel

Johann Anton Tischbein (* 28. August 1720 in Haina; † 26. Juli 1784 in Hamburg) war ein deutscher Maler und Kunstpädagoge aus der Künstlerfamilie Tischbein.

## Leben
Tischbein war der vierte Sohn des Hospitalbäckers Johann Heinrich Tischbein aus Haina. Nach nur kurzer Schulzeit war er einige Zeit als Schreiber in Frankfurt am Main tätig. Später ging er auf eigene Faust nach Paris, um dort die Tapetenmalerei zu erlernen. Zurück in Frankfurt übte er dann auch den Beruf des Tapetenmalers aus.
Mit 29 Jahren begleitete er 1749 seinen Bruder Johann Heinrich Tischbein d. Ä. auf dessen Studienreise nach Italien. Auf dieser Reise entstanden viele Skizzen und Aquarelle, welche dann zum Teil Jahre später von ihm als Ölgemälde ausgeführt wurden.
1766 ließ sich Tischbein in Hamburg nieder und gründete dort eine private Zeichenschule. Ab 1780 betraute man Tischbein zusätzlich mit dem Zeichen- und Malunterricht am Johanneum. Zu dieser Entscheidung trug wohl auch Tischbeins Lehrbuch der Malerey bei, welches 1771 veröffentlicht wurde. Mehrere Wandbilder des Wandsbeker Schlosses wurden ebenfalls von Tischbein ausgeführt. 
Im Alter von fast 64 Jahren starb er 1784 in Hamburg. Nach ihm ist die Tischbeinstraße im Hamburger Stadtteil Barmbek-Nord benannt.

## Schriften
- Unterricht zu gründlicher Erlernung der Malerey (1771)